# 德吕勒
德吕勒（法語：Drulhe，法語發音：[dʁyl]）是法国阿韦龙省的一个市镇，属于鲁埃格自由城区。该市镇2009年时的人口为446人。

## 人口
德吕勒人口变化图示
| 数据来源：INSEE |